# Grebenau
Grebenau é um município da Alemanha, situado no distrito de Vogelsberg, no estado de Hesse. Tem 55,37 km² de área, e sua população em 2019 foi estimada em 2.381 habitantes.